# 秦制研究
《秦制研究》，张金光著，2004年出版，2011年再版，论述秦代制度。

## 内容
全书核心观点是：“1.秦的社会经济制度的支配形态，是在土地国有制基础上通过国家份地授田制，建立起强制性的份地农分耕定产承包制——一种政社合一的官社或公社经济体制；2.秦的政治经济关系是在国家与社会、政府与民之间发生的统治、剥削关系，所谓阶级关系也都表现在官民对立之中。”

## 评价
- 王珏：“堪称秦制研究领域的里程碑性著作，将在学术史上留下深刻的印迹。”[2]
- 黄留珠：“全书对秦制度文化所作的原创性的足成一家之言的独到研究。”[3]
- 王彦辉：“近年来秦汉制度史研究中的一部力作”。“在理论方法上摆脱了“五种社会形态”学说的束缚，开始从中国的历史实际思考和解决秦的土地制度问题。“官社经济体制模式”说的理论价值，在于不再纠缠古史分期语境下的社会性质和阶级构成，而从历史实际中揭示当时的社会结构乃建筑于土地国有基础之上的官民对立格局。”[4]